# Chewey (Oklahoma)
Chewey es un lugar designado por el censo ubicado en el condado de Adair  en el estado estadounidense de Oklahoma. En el año 2010 tenía una población de 	135 habitantes y una densidad poblacional de 2,4  personas por km².

## Geografía
Chewey se encuentra ubicado en las coordenadas 36°5′16.95″N 94°44′30.4″O / 36.0880417, -94.741778 (36.088041° -94.741778°). Según la Oficina del Censo de los Estados Unidos, Chewey tiene una superficie total de 21,696 mi² (56,2 km²), de la cual 21,667 mi² (56,1 km²) corresponden a tierra firme y 0,029 mi² (0,1 km²) es agua.

## Demografía
Según la Oficina del Censo en 2000 los ingresos medios por hogar en la localidad eran de $22,500 y los ingresos medios por familia eran $22,167. Los hombres tenían unos ingresos medios de $31,250 frente a los $16,875 para las mujeres. La renta per cápita para la localidad era de $11,201. Alrededor del 15.2% de la población estaban por debajo del umbral de pobreza.